# Synemon wulwulam
Synemon wulwulam is een vlinder uit de familie Castniidae. De soort komt voor in het Australaziatisch gebied.
De wetenschappelijke naam van de soort werd in 1951 gepubliceerd door Angel.